# Капитан «Старой черепахи» (фильм)
«Капитан „Старой черепахи“» — советский историко-приключенческий художественный кинофильм режиссëров Всеволода Воронина и Генриха Габая, снятый по одноимённой повести Льва Линькова на Одесской киностудии в 1956 году.

## Сюжет
Фильм рассказывает о борьбе с контрреволюционным подпольем на юге страны в первые годы Советской власти, о службе первых советских пограничников-черноморцев, которым в начале 1920-х годов доводилось перехватывать шаланды с иностранными грузами для затаившихся антисоветчиков.

## В ролях
| Актёр             | Роль                         |
| ----------------- | ---------------------------- |
| Юрий Саранцев     | Андрей Ермаков               |
| Анатолий Игнатьев | Сима Ковальчук               |
| Наталья Фатеева   | Катя                         |
| Евгений Ташков    | Репьёв                       |
| Николай Бармин    | председатель ГубЧека Никитин |
| Владимир Балашов  | секретарь ГубКома            |
| Сергей Юртайкин   | матрос Стёпа Кравченко       |
| Леонид Чиниджанц  | часовщик                     |

## Съëмочная группа
- Режиссёры-постановщики: Всеволод Воронин, Генрих Габай
- Сценарист: Лев Линьков
- Оператор: Георгий Хольный
- Композитор: Юрий Щуровский